# Wan Zack Haikal
Wan Zack Haikal, född 28 januari 1991, är en Malaysisk fotbollsspelare som spelar för FELDA United FC.
Wan Zack Haikal spelade 29 landskamper för det Malaysiska landslaget.